# 道の駅はが (兵庫県)
道の駅はが（みちのえき はが）は、兵庫県宍粟市にある国道29号の道の駅である。

## 施設
山間地であり冬季の道路状況が厳しいことから、マルチビジョンによるリアルタイムでの道路情報を提供する。
- 駐車場
  - 普通車：26台
  - 大型車：3台
  - 身障者用：3台
- トイレ（いずれも24時間利用可能）
  - 男：大 3器、小 4器
  - 女：5器
  - 身障者用：2器
- 公衆電話
- 特産品売店 (9:00 - 19:00)
- 楓の里（食堂） (10:00 - 19:00)
- 観光案内所 - 4面マルチビジョン装備。冬は積雪情報も。

### 管理団体
- 設置者：宍粟市（旧・宍粟郡波賀町）
- 指定管理者：宍粟メイプル株式会社（市の第3セクター会社）平成27年に波賀メイプル公社とフォレストステーション波賀の合併により設立[1]

## 休館日
- 年末年始

## アクセス
- 国道29号 - 登録路線

## 周辺
- 防災資料館 - 隣接地に「防災資料館メイプルルート29」を併設
- 原不動滝
- ばんしゅう戸倉スノーパーク
- 新戸倉スキー場